# Myrmarachne leleupi
Myrmarachne leleupi är en spindelart som beskrevs av Fred R. Wanless 1978. Myrmarachne leleupi ingår i släktet Myrmarachne och familjen hoppspindlar. Inga underarter finns listade i Catalogue of Life.